# Supercoppa serba 2019 (pallavolo maschile)
La Supercoppa serba 2019 si è svolta il 3 ottobre 2019: al torneo hanno partecipato due squadre di club serbe e la vittoria finale è andata per la seconda volta al Vojvodina.

## Regolamento
Le squadre hanno disputato una gara unica.

## Squadre partecipanti
| Squadra      | Qualificazione                     | Ultima partecipazione |
| ------------ | ---------------------------------- | --------------------- |
| Vojvodina    | Vincitrice Superliga 2018-19       | Supercoppa serba 2018 |
| Stella Rossa | Vincitrice Coppa di Serbia 2018-19 | Supercoppa serba 2016 |

## Torneo
| 3 ottobre 2019 SPC Vojvodina, Novi Sad Durata: 1h:44 - Spettatori: ? | Vojvodina | 3 - 1 | Stella Rossa | 25-22, 25-16, 23-25, 25-23 |